# Such a Night
Singles de The Drifters
Money Honey
(1953) Honey Love
(1954)
Such a Night est une chanson écrite par Lincoln Chase (en) et originellement enregistrée par Clyde McPhatter et les Drifters,. Sortie chez Atlantic Records, le single (Atlantic 1019) a atteint la 2e place des classements R&B de Billboard en 1954.
La mème année 1954, une version de Johnnie Ray a atteint la 1re place au Royaume-Uni,.
La chanson a été notamment enregistrée par Elvis Presley. Sa version, initialement parue sur l'album Elvis Is Back! sorti en 1960 chez RCA Victor, n'est sortie en single que quelques années plus tard, en 1964, quand (en août-septembre) elle a atteint la 16e place aux États-Unis (dans le Billboard Hot 100) et la 13e place au Royaume-Uni.